# Silhouettea aegyptia
Silhouettea aegyptia és una espècie de peix de la família dels gòbids i de l'ordre dels perciformes.

## Morfologia
- Els mascles poden assolir 4,4 cm de longitud total.[1][2]

## Alimentació
Menja copèpodes, nematodes, gastròpodes i oligoquets.

## Hàbitat
És un peix marí, de clima tropical i demersal.

## Distribució geogràfica
Es troba al Mar Roig, incloent-hi el Canal de Suez, Egipte i Israel.

## Observacions
És inofensiu per als humans.